# 牟海松
牟海松（1966年3月—），男，汉族，贵州德江人，中华人民共和国政治人物。1987年4月加入中国共产党，1987年7月参加工作。浙江大学经济学院工商管理专业毕业，研究生学历，工商管理硕士、副教授。现任国家信访局副局长。

## 生平
曾任贵州大学党委常委、副书记、纪委书记，中共贵州省六盘水市委常委、钟山区委书记，国家信访局研究室主任、新闻发言人、人事司司长、正局级信访督察专员、国家投诉受理办公室专职副主任等职。